# برایان کونیتزکو
برایان کونیتزکو (انگلیسی: Bryan Konietzko؛ زادهٔ ۱ ژوئن ۱۹۷۵) یک کارگردان انیمیشن، تهیه‌کننده اجرایی، نویسنده، کارگردان هنری، نوازنده، و تهیه‌کننده اهل ایالات متحده آمریکا است.